# Ermanno Olmi
Ermanno Olmi (Treviglio, Bérgamo; 24 de julio de 1931-Asiago, Vicenza; 5 de mayo de 2018) fue un director de cine y guionista italiano. Continuador de los principios estéticos y de las aspiraciones sociales y políticas del Neorrealismo italiano, su obra se caracteriza por su sensibilidad con los humildes y por su inspiración cristiana.

## Infancia y juventud
Nació en el seno de una familia campesina profundamente católica. Quedó huérfano muy joven (su padre murió en la Segunda Guerra Mundial). No terminó sus estudios secundarios y se instaló finalmente en Milán, donde se matriculó en la Academia de Arte Dramático para seguir los cursos de recitado. Mientras estudiaba, entró a trabajar en la empresa EdisonVolta (donde ya estaba empleada su madre). Olmi rodará para EdisonVolta más de cuarenta documentales entre 1953 y 1961. Entre ellos están títulos como Tre fili fino a Milano (1958) y Un metro è lungo cinque. En ellos ya denota su sensibilidad social, que caracterizaría a su ulterior filmografía.

## Primeros largometrajes
En 1959 Olmi estrena su primer largometraje: El tiempo se ha detenido. En él narra la amistad entre un estudiante y el guardia de una presa situada en un paraje solitario de alta montaña. Como será propio del cine de Olmi, refleja los sentimientos de las personas humildes y su relación con el entorno natural.
El empleo (1961) fue producida por 22 de Diciembre, productora fundada por el propio Olmi con un grupo de amigos. Narra la historia de dos jóvenes que buscan su primer empleo. Tuvo una gran acogida crítica. Ganó el Premio de la Crítica en el Festival Internacional de Cine de Venecia.
I fidanzati (1963) se centra igualmente en la vida cotidiana de los obreros. Y vino un hombre (1965) es una biografía del papa san Juan XXIII.

## El gran éxito:L'albero degli zoccoli
Tras varias películas que no tuvieron gran repercusión, como Un cierto día (1969), I recuperanti (1970), Durante l'estate (1971) y La circunstancia (1973), en 1977 Olmi rueda el filme que la crítica, todavía hoy, considera su obra maestra: L'albero degli zoccoli (en español: El árbol de los zuecos). Con esta película ganó la Palma de Oro del Festival de Cannes de 1978 y el Premio César a la mejor película extranjera. El filme refleja con mirada poética y, al tiempo, realista, sin sentimentalismo, el mundo campesino, ambiente en el cual Olmi había nacido y crecido y con el que siempre se sintió ligado.
Olmi se trasladó de Milán a Asiago y posteriormente, en 1982, a Bassano del Grappa, donde fundó la Escuela de Cine «Ipotesi Cinema». En 1982 dirigió Camina, camina, alegoría basada en la historia de los Reyes Magos. También realizó por estas fechas otros trabajos menores (documentales para la RAI y anuncios televisivos).

## Enfermedad y retorno al trabajo
Una grave enfermedad le tuvo apartado durante un largo tiempo de su actividad cinematográfica. Antes de enfermar se disponía a rodar una película sobre sus recuerdos de los años de la guerra en Italia. Durante su convalecencia decidió convertir ese guion en una novela, Ragazzo della Bovisa, la única novela literaria que ha publicado.
En 1987 regresó con Larga vida a la señora, una película de atmósfera claustrofóbica con la que ganó el León de Plata del Festival Internacional de Cine de Venecia.
En 1988 ganó el León de Oro en este festival con La leyenda del santo bebedor, película basada en el cuento homónimo de Joseph Roth, que fue adaptado por Tullio Kezich y el propio Olmi. Esta película también ganó cuatro premios David de Donatello.
En 1993 rodó El secreto del bosque viejo, basado en un cuento de Dino Buzzati. La película está protagonizada por el actor Paolo Villaggio: Olmi rompe aquí su costumbre de recurrir a actores no profesionales o poco conocidos.
En 1994 dirigió el episodio Génesis. La Biblia, con el que la RAI participaba en un ambicioso proyecto internacional de adaptación televisiva de la Biblia.

## El oficio de las armas(2001)
En 2001 dirigió El oficio de las armas, película histórica basada en la figura del condottiero Giovanni de Médicis. Tuvo gran éxito crítico en su presentación en el Festival de Cannes (2001). La película ganó nueve premios David di Donatello en 2002: mejor película, mejor director, mejor guion, mejor producción, mejor fotografía, mejor montaje, mejor música, mejor vesturario y mejores decorados.

## Últimas obras
En 2003 estrenó Cantando dietro i paraventi, película ambientada en la China de finales del siglo XVIII y que recibió numerosos premios y reconocimientos, especialmente por sus valores técnicos (escenografía, fotografía, vestuario y efectos especiales). Las escenas ambientadas en la costa china se rodaron en realidad en el lago Skadar (entre Albania y Montenegro) y la flota imperial fue recreada con tecnología digital. El reparto estuvo integrado por actores chinos, salvo los italianos Bud Spencer y Camillo Grassi.
En 2005 rodó Tickets, una película codirigida con Abbas Kiarostami y Ken Loach.
En 2007 se estrenó Cien clavos, película con la que Olmi anunció su abandono del cine de ficción para dedicarse a partir de ahora a rodar documentales.
Recibe en 2008, de manos de su amigo Adriano Celentano, el León de Oro a toda su carrera en el Festival de Venecia.

## Obra literaria:Ragazzo della Bovisa
Ermanno Olmi escribió una novela basada en un guion cinematográfico que no pudo rodar e inspirada en sus propios recuerdos de infancia y juventud. Se titula Ragazzo della Bovisa; Bovisa es el nombre de un barrio obrero situado en tiempos de Olmi en la periferia de Milán). Se trata de una historia del paso de la infancia a la adolescencia de un muchacho lombardo en los tiempos de la Segunda Guerra Mundial.

## Condecoraciones
Aparte de los numerosos premios cinematográficos, fue nombrado caballero de la Orden del Mérito de Italia en 2004.

## Filmografía
- Il tempo si è fermato (1958)
- Il posto (1961) (El empleo). Premio de la Crítica en el Festival Internacional de Cine de Venecia.
- I fidanzati (1963)
- E venne un uomo (1965)
- Un certo giorno (1968)
- El árbol de los zuecos (1978)
- Cammina cammina (1983)
- Lunga vita alla signora! (1987)
- La leggenda del santo bevitore (1988) (La leyenda del santo bebedor)
- 12 directores para 12 ciudades (1989). Documental colectivo: Olmi se encargó del episodio dedicado a Milán.
- Lungo il fiume (1992)
- Il segreto del bosco vecchio (1993)
- Il denaro non esiste (1999)
- Il mestiere delle armi (2001) (El oficio de las armas)
- Cantando dietro i paraventi (2003)
- Tickets (2005). Codirigido con Abbas Kiarostami y Ken Loach
- Centochiodi (2007) (Cien clavos)
- Il villaggio di cartone (2011)

## Premios y distinciones
Festival Internacional de Cine de Cannes
| Año  | Categoría    | Película               | Resultado |
| ---- | ------------ | ---------------------- | --------- |
| 1978 | Palma de Oro | El árbol de los zuecos | Ganador   |

Festival Internacional de Cine de Venecia
| Año  | Categoría                           | Película                     | Resultado |
| ---- | ----------------------------------- | ---------------------------- | --------- |
| 1961 | Premio OCIC                         | El empleo                    | Ganador   |
| 1961 | Premio Pasinetti                    | El empleo                    | Ganador   |
| 1965 | Golden Rudder                       | Y vino un hombre             | Ganador   |
| 1987 | León de Plata                       | Larga vida a la señora       | Ganador   |
| 1987 | Premio FIPRESCI                     | Larga vida a la señora       | Ganador   |
| 1987 | Premio de la sociedad de Psicología | Larga vida a la señora       | Ganador   |
| 1988 | León de Oro                         | La leyenda del santo bebedor | Ganador   |

Festival Internacional de Cine de San Sebastián
| Año  | Categoría                   | Película         | Resultado |
| ---- | --------------------------- | ---------------- | --------- |
| 1974 | Mención especial del Jurado | La circunstancia | Ganador   |